# Medawar Prize
Der Medawar Prize ist ein nach dem Nobelpreisträger Peter Medawar benannter Preis. Er wird seit 1990 zweijährlich von der Transplantation Society für herausragende Leistungen auf dem Gebiet der Transplantationsmedizin vergeben. The Transplantation Society (TTS) ist eine internationale Nichtregierungsorganisation, zu deren Gründungsmitgliedern Peter Medawar gehörte.

## Preisträger
- 1990 James Gowans, Jacques Miller
- 1992 Roy Calne, Thomas E. Starzl, Norman Shumway
- 1994 Leslie Brent, Rupert Billingham, Morten Simonsen
- 1996 Jean Dausset, Paul Terasaki, Jon van Rood
- 1998 Fritz Bach, Anthony Monaco, Felix T. Rapaport
- 2000 Ray D. Owen, Robert Schwartz
- 2002 René Küss, Georges Mathé, Joseph Edward Murray
- 2004 John S. Narajian, Paul S. Russell, Richard L. Simmons
- 2006 Carl-Gustav Groth, Pekka Hayry, Peter John Morris
- 2008 Jean-Michel Dubernard
- 2010 Clyde F. Barker
- 2012 David E. R. Sutherland
- 2014 David H. Sachs
- 2016 Jean-Paul Soulillou
- 2018 Megan Sykes, Kathryn Wood
- 2020 Francis L. Delmonico, Stanley C. Jordan
- 2022 Jeremy R. Chapman, Manikkam Suthanthiran
- 2024 Ronald W. Busuttil, Mehmet Haberal, Shaf Keshavjee